# Bertram Goodhue
Bertram Grosvenor Goodhue (Pomfret, 28 aprile 1869 – New York, 23 aprile 1924) è stato un architetto statunitense fra i maggiori esponenti del revival gotico negli USA e dello stile revival coloniale spagnolo.

## Biografia

### Formazione
Goodhue nacque nel 1869 a Pomfret, nel Connecticut e i suoi genitori erano Charles Wells Goodhue e la sua seconda moglie Helen Grosvenor (Eldredge) Goodhue. Bertram studiò da privatista con la madre a causa di problemi economici fino all'età di undici anni, quando venne inviato al Russell's Collegiate and Commercial Institute di New Haven. Nel 1884, Goodhue si trasferì a New York per lavorare come apprendista presso lo studio di architettura di Renwick, Aspinwall e Russell. Il suo apprendistato terminò nel 1891, anno in cui vinse un concorso di design a Dallas.

### Carriera

#### Fine dell'Ottocento

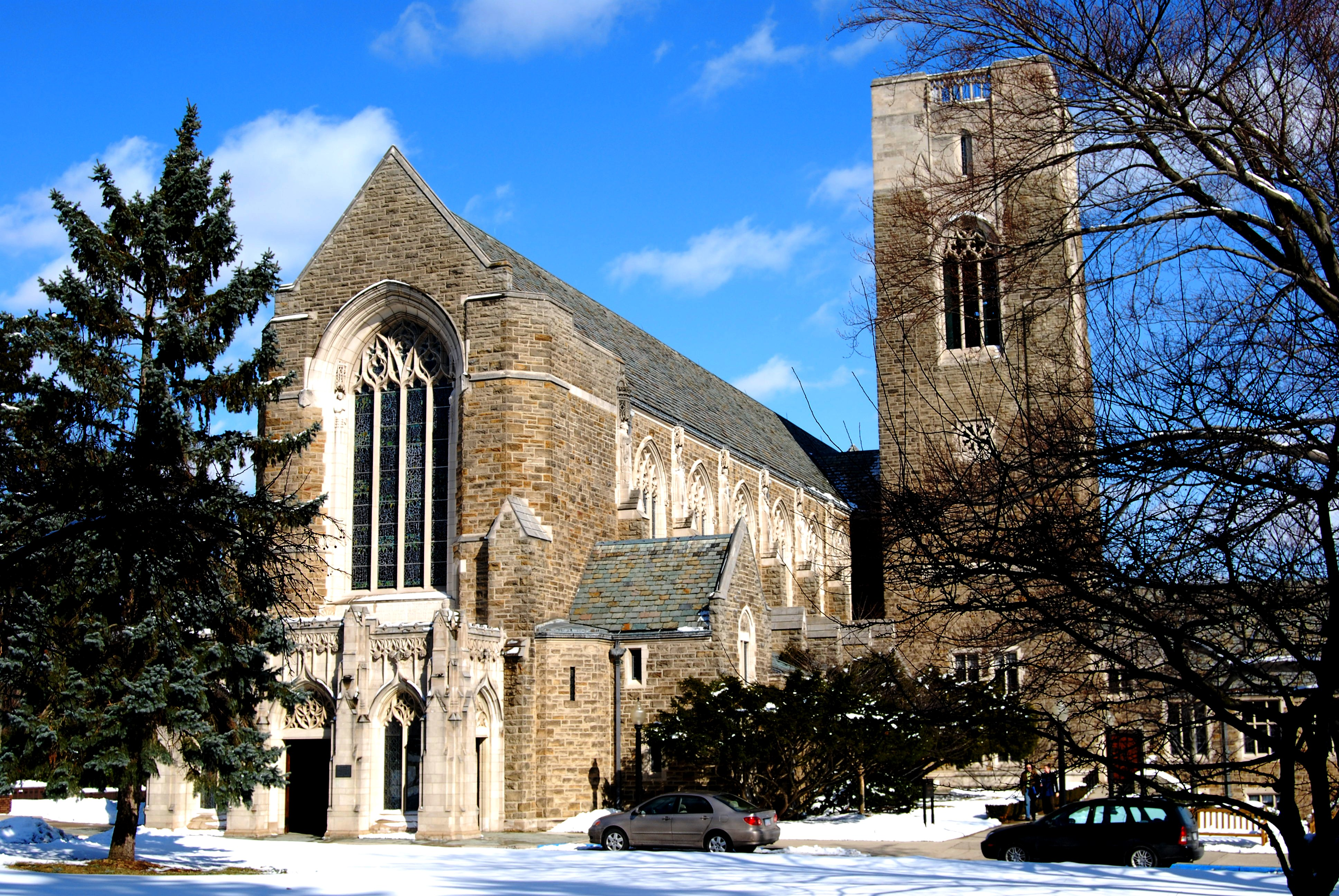
Christ Church Cranbrook a Bloomfield Hills

Alla fine dell'Ottocento, Goodhue si trasferì a Boston, dove fece amicizia con un gruppo di giovani intellettuali artistici coinvolti nella fondazione della Society of Arts and Crafts. Il movimento comprendeva Charles Eliot Norton dell'Università di Harvard ed Ernest Fenollosa del Museum of Fine Arts di Boston. Fu anche attraverso questo gruppo che Goodhue conobbe Ralph Adams Cram, che divenne il suo socio di affari per quasi 25 anni. Cram e Goodhue erano membri di svariati club, tra cui le "Pewter Mugs" e i "Visionists".
Nel 1891, Cram e Goodhue inaugurarono lo studio Cram, Wentworth, and Goodhue (ribattezzato sette anni più tardi Cram, Goodhue e Ferguson) che divenne un punto focale dell'architettura neogotica e che ricevette importanti commissioni da parte di membri del clero, accademici e personalità istituzionali.
Fra il 1892 e il 1893, Goodhue e Cram gestirono una rivista d'arte trimestrale intitolata The Knight Errant. Grazie ai suoi studi pregressi di design del libro e dei caratteri tipografici, Goodhue fu anche grado di inventare, nel 1896, lo stile di scrittura Cheltenham, originariamente destinato all'omonima casa editrice nuovaiorchese e adottato in futuro anche dal New York Times.
A Goodhue è inoltre riconosciuta la paternità dei caratteri tipografici Cheltenham e Merrymount, ideato per l'omonima casa editrice.

#### Novecento

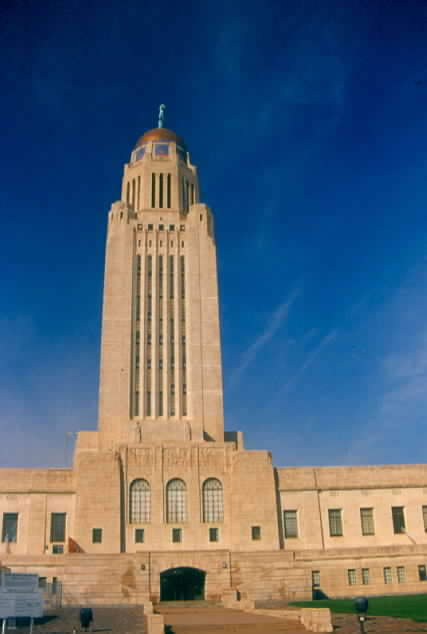
Il campidoglio di Lincoln

Durante primo Novecento, Goodhue progettò la Grace Church di Chicago (1904) e la St. Thomas Church di New York (1906).
Nel 1911, Goodhue ricevette una laurea ad honorem presso il Connecticut Trinity College.
Nel 1914 Goodhue e Cram interruppero la loro collaborazione e avviarono una carriera in proprio: quest'ultimo riuscì a coronare il suo sogno di rinnovare la Cattedrale di San Giovanni (New York) e a progettare nuovi edifici, sempre attenendosi allo stile neogotico, mentre Goodhue sperimentò sempre diversi stili architettonici come conferma, ad esempio, la chiesa di San Bartolomeo di New York, un noto esempio di architettura neobizantina.
Nel 1915, Goodhue entrò a far parte di quella che oggi è conosciuta come American Academy of Arts and Letters e, due anni dopo, fu eletto membro della National Academy of Design in qualità di membro associato.
Dopo essere giunto in California nel 1915, Goodhue reinterpretò l'architettura barocca e coloniale spagnola servendosi di decori di gusto churriguerista. Così facendo, inventò così ciò che prenderà il nome di stile revival coloniale spagnolo. Fra gli edifici a cui lavorò in questa fase di carriera vi sono quelli facenti parte dell'El Prado Complex e della Panama–California Exposition, tenuta nel 1915 presso il Balboa Park di San Diego. Goodhue fu uno dei primi architetti a usare le forme ispano-americane nel sud degli USA.
Fra il 1922 e il 1926 lavorò al Campidoglio di Lincoln.
Nel 1923, anno in cui fu scoperta la tomba di Tutankhamon, Goodhue si ispirò ad essa per decorare la Central Library di Los Angeles.
Goodhue morì nel 1924 a soli cinquantaquattro anni.